# Amt Am Peenestrom
Das Amt Am Peenestrom (von 1992 bis 2004 Amt Wolgast-Land) ist ein Amt und liegt im Norden des Landkreises Vorpommern-Greifswald in Mecklenburg-Vorpommern (Deutschland). Am 1. Januar 2005 wurde das Amt um die vormals amtsfreie Stadt Wolgast sowie die Gemeinden Pulow, Buggenhagen und die Stadt Lassan aus dem aufgelösten Amt Ziethen erweitert. Gleichzeitig schied die Gemeinde Kröslin aus dem Amt Am Peenestrom aus und wechselte in das Amt Lubmin. Die vormals selbständige Gemeinde Groß Ernsthof wurde der Gemeinde Rubenow (ebenfalls im Amt Lubmin) zugeordnet. Am 7. Juni 2009 wurde die Gemeinde Pulow in die Stadt Lassan eingemeindet. Zum 1. Januar 2012 kamen die Gemeinden Buddenhagen und Hohendorf zu Wolgast, sodass im Amt Am Peenestrom heute sieben Gemeinden zur Erledigung ihrer Verwaltungsgeschäfte zusammengeschlossen sind. Der Verwaltungssitz befindet sich in der Stadt Wolgast.

## Beschreibung
Das Amtsgebiet erstreckt sich im Ostseehinterland entlang des Südwestufers des Peenestroms und des Achterwassers, nur die Gemeinden Krummin, Lütow und Sauzin sowie ein Teil des Wolgaster Stadtgebietes liegen auf dem Nordteil der Insel Usedom. Das Amt wird im Süden durch das Amt Anklam-Land und Amt Züssow und im Nordwesten durch das Amt Lubmin begrenzt. Teile des Lassaner Winkels liegen im Amtsgebiet. Nennenswerte Erhebungen und Seen befinden sich im Amtsgebiet nicht, hier liegen aber der Peenestrom und das Achterwasser. Deren Uferregionen gehören zum Naturpark Insel Usedom.
Wirtschaftlich ist die Landwirtschaft von Bedeutung und der Tourismus spielt eine kleine Rolle. Größere Industrieansiedlungen gibt es nur in Wolgast (Werft).
Durch den Norden des Amtes Am Peenestrom führt die Bundesstraße 111 von Gützkow nach Wolgast.
Leitender Verwaltungsbeamter des Amtes ist Martin Schröter, und Amtsvorsteher ist der Lassaner Bürgermeister Fred Gransow.

## Die Gemeinden mit ihren Ortsteilen
- Buggenhagen mit Jamitzow, Klotzow und Wangelkow
- Krummin mit Neeberg
- Stadt Lassan mit Klein Jasedow, Papendorf, Pulow und Waschow
- Lütow mit Insel Görmitz, Neuendorf und Netzelkow
- Sauzin mit Ziemitz
- Stadt Wolgast mit Buddenhagen, Hohendorf, Mahlzow, Pritzier, Schalense, Tannenkamp, Weidenhof, Wolgast-Nord, Wolgast-Süd und Zarnitz
- Zemitz mit Bauer, Hohensee, Negenmark, Seckeritz und Wehrland

## Politik

### Wappen, Flagge, Dienstsiegel
Das Amt verfügt über kein amtlich genehmigtes Hoheitszeichen, weder Wappen noch Flagge. Als Dienstsiegel wird das kleine Landessiegel mit dem Wappenbild des Landesteils Vorpommern geführt. Es zeigt einen aufgerichteten Greifen mit aufgeworfenem Schweif und der Umschrift „AMT AM PEENESTROM * LANDKREIS VORPOMMERN-GREIFSWALD“.